# De nuevo otra vez
De nuevo otra vez es una película de Argentina filmada en colores dirigida por Romina Paula sobre su propio guion que se estrenó el 6 de junio de 2019 y que tuvo como actores principales a Esteban Bigliardi, Mariana Chaud, Denise Groesman y Romina Paula. En la película actúan tanto la directora como su hijo Ramón y su madre Mónica, encarnando en la ficción los mismos papeles que en la realidad. 

## Sinopsis
Una mujer  con su hijo de tres años que vive con su novio en las sierras de Córdoba, regresa a casa de su madre en Buenos Aires para reflexionar sobre su pareja. Para ello trata de revivir su vida de soltera, salir de noche, saber quién era antes de ser madre. 

## Reparto
Intervinieron en el filme los siguientes intérpretes:
- Ramón Cohen Arazi ...	Ramón
- Esteban Bigliardi	...	Javier
- Mariana Chaud	...	Mariana
- Denise Groesman	...	Denise
- Romina Paula	...	Romina
- Mónica Rank	...	Mónica
- Pablo Sigal	...	Pablo

## Críticas
Gaspar Zimerman en Clarín opinó:

”Las situaciones que atraviesa Romina (los personajes tienen el nombre de sus intérpretes) muestran su búsqueda por reencontrarse con quien alguna vez fue y ya no volverá a ser: alguien casi sin obligaciones y con pocas preocupaciones más que pasarla bien con sus amigos. Pero el tanto el nacimiento de Ramón como el paso del tiempo (la adultez) cambiaron todo para siempre. Esas escenas costumbristas alternan pasajes de intrascendencia con algunos diálogos ricos. O monólogos, como ese mensaje de audio en el que Romina describe crudamente la desesperación que le produce la existencia de un ser que depende de ella: la idealización de la maternidad se hace añicos en un minuto. Entre las escenas …se proyectan diapositivas de la familia de Paula mientras la voz en off de la directora repasa la historia de sus raíces. Estos textos -sobre la maternidad, el miedo y el deseo, la crisis de los 40- son los que contienen la carga ensayística de la película. Y que en definitiva la emparentan mucho más con la literatura que con el cine.”

## Nominaciones
La película fue nominada para el Gran Premio Ciudad de Lisboa en la competencia internacional en el Festival Internacional de Cine Independiente de Lisboa de 2019 y al Premio a la Mejor Primera Película en el Festival Internacional de Cine de Róterdam.